# Justice pour mon fils
Pour plus de détails, voir Fiche technique et Distribution.
Justice pour mon fils, qui a aussi pour titre L'Affaire Jerry Sherwood (en anglais A Child Lost Forever: The Jerry Sherwood Story'), est un téléfilm américain réalisé par Claudia Weill et diffusé en 1992.

## Résumé
Adolescente, Jerry Sherwood a été contrainte d'abandonner son bébé, un garçon, et celui-ci a été placé dans une famille d'accueil. Quelques années plus tard, Jerry est bien décidée à retrouver son fils mais apprend qu'il est décédé dans des circonstances douteuses alors qu'il avait trois ans...

## Fiche technique
- Titre original : A Child Lost Forever: The Jerry Sherwood Story
- Réalisation : Claudia Weill
- Scénario : Stephanie Liss et Judith Parker
- Producteurs exécutifs : Gail Berman, Melvyn J. Estrin et Susan Rose
- Produit par : TriStar Television (en) et Erb Productions Inc.
- Décors : Jo Parrish
- Montage : Angelo Corrao
- Costumes : Debra McGuire
- Casting : Steven Fertig
- Musique : Laura Karpman
- Pays d'origine :  États-Unis
- Langue originale : anglais
- Format : couleur — 1,33:1 — son stéréo
- Genre : drame
- Durée : 96 minutes (1 h 36)

## Distribution
- Beverly D'Angelo (VF : Anne Kerylen) : Jerry Sherwood
- Dana Ivey (VF : Lily Baron) : Lois Jurgens
- Michael McGrady (VF : Philippe Peythieu) : Dennis
- Max Gail (VF : Jean Violette) : Monsieur Jurgens
- Hank Stratton (VF : Antoine Nouel) : Robert Jurgens
- Annabella Price : Melinda Elledge
- Brent Jennings (VF : Sady Rebbot) : Clayton Robinson
- Gary Grubbs (VF : Marc François) : Ron Meehan
- Tuck Milligan (VF : Jean-Claude Montalban) : Greg Kindle
- Mackenzie Astin (en) (VF : Luq Hamet) : Dennis Sherwood
- Jennifer McComb (VF : Dorothée Jemma) : Misty
- Will Patton (VF : Nicolas Marié) : Frank Maxwell
- Barbara Tarbuck : Docteur Sackarow
- Melissa Clayton : Dawn
- Mary Pat Gleason : Madame Rory
- Miko Hughes : Robert Jurgens (3 ans)
- Ron Perkins : James Essling
- Lewis Arquette : Walter Vinton
- Bonnie Hellman : Marie Vinton
- Richard Livingston (VF : Marc Cassot) : Doug Thompson
- Alexandra Berlin : Celia Matthews
- Ronald E. House : le prêtre
- Courtland Mead : Dennis Craig Jurgens
- Gwendolyn Shepherd : Bessie